# Papillaria illecebraria
Papillaria illecebraria là một loài Rêu trong họ Meteoriaceae. Loài này được Müll. Hal. mô tả khoa học đầu tiên năm 1879.